# Die fünfte Offensive – Kesselschlacht an der Sutjeska
Die fünfte Offensive – Kesselschlacht an der Sutjeska ist ein jugoslawischer Partisanenfilm bzw. Kriegsfilm aus dem Jahre 1973. Regie führte Stipe Delić. In der DDR lief der Film unter dem Titel Sutjeska – Heldenkampf in Bosnien.

## Inhalt
Der Film ist eine künstlerische Aufarbeitung der historischen Schlacht an der Sutjeska (im jugoslawischen Sprachgebrauch: „fünfte feindliche Offensive“) im Jahre 1943. Den zahlenmäßig unterlegenen Partisanen unter ihrem Anführer Josip Broz Tito gelingt an der Sutjeska in Bosnien der kriegsentscheidende Sieg über die Achsenmächte.

## Kritik
„Nationalistisch gefärbter, aufwendiger Kriegsfilm voller Pathos und Glorifizierungen.“